# Петербургский государственный университет путей сообщения
Петербургский государственный университет путей сообщения Императора Александра I (сокращ. — ПГУПС) — федеральное государственное бюджетное образовательное учреждение высшего образования. Приоритетным направлением университета является подготовка специалистов в области железнодорожного транспорта. Функции и полномочия учредителя осуществляет Федеральное агентство железнодорожного транспорта.
Главный корпус расположен по адресу: Московский проспект, дом № 9.

## История

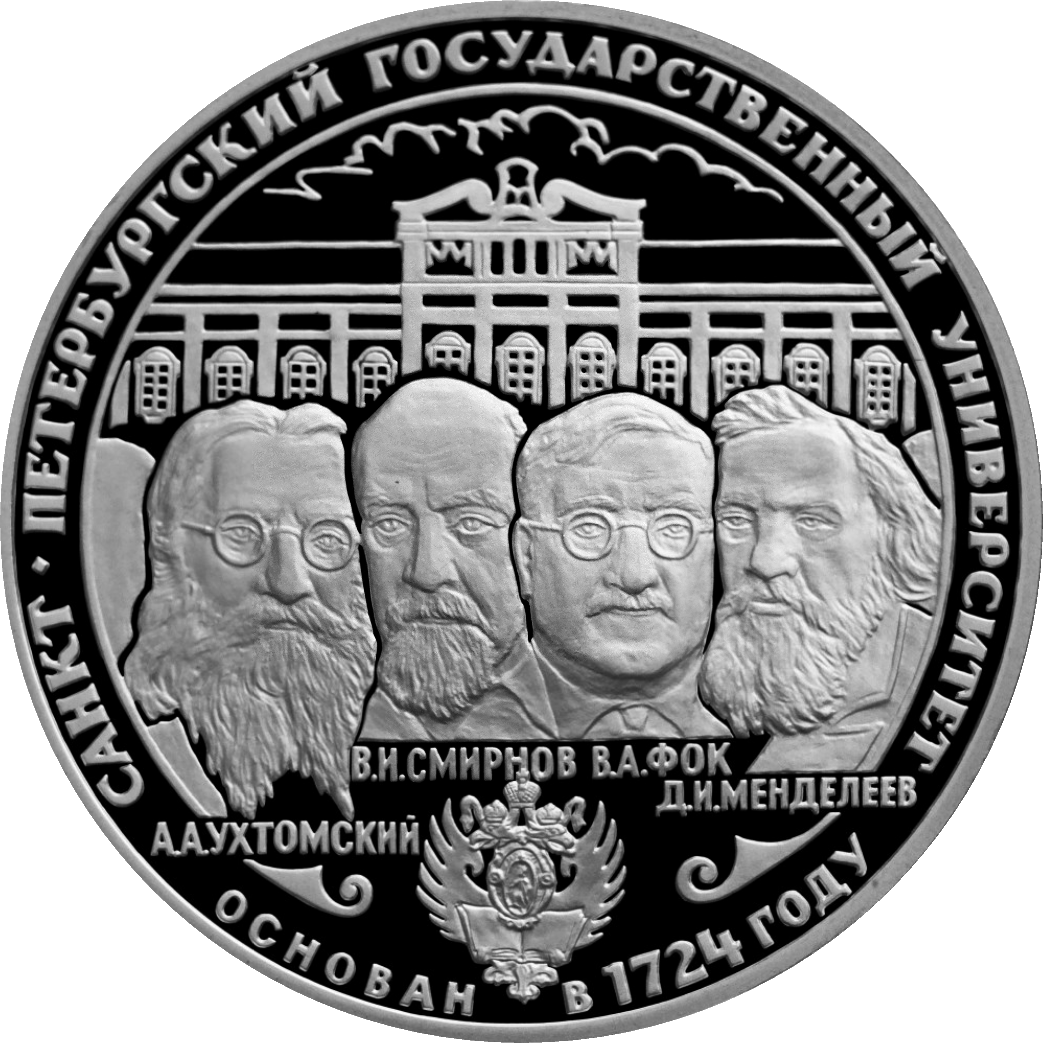
Монета Банка России

Одно из первых высших технических учебных заведений России. Предтечей института был отдел «по учебной части», расширенный и дополненный в Департаменте водных коммуникаций Н. П. Румянцевым в 1798—1809 годах.
Учреждён Высочайшим Манифестом 20 ноября (2 декабря) 1809 года как Институт Корпуса инженеров путей сообщения, торжественно открыт 1 (13) ноября 1810 года. Целью создания института была подготовка специалистов для строительства на огромных территориях России разветвлённых систем сухопутных и водных путей сообщения. В эпоху создания института наиболее развитым был водный путь. Основным недостатком судоходства была зима, когда суда простаивали месяцы в ожидании начала навигации. Против течения по рекам и каналам летом суда проводились бурлаками.

### Институт при Бетанкуре
Институт на момент открытия был кадетским корпусом, тесно связанным с ведущими вузами столицы, такими, как Академия наук, Главное инженерное училище Российской империи и созданный позднее Петербургский университет. Институт был закрытым полувоенным учебным заведением, срок обучения в нём вместе с гимназическим этапом обучения составлял восемь лет. Выпускникам присваивалось звание инженера путей сообщений, они были поручиками (по первому разряду) и подпоручиками (по второму разряду).
Первым руководителем института в должности генерального инспектора был Августин Августинович Бетанкур (1758—1824).
В 1813 году при институте был основан музей, который решением Министерства путей сообщения СССР в 1987 году  был выведен из состава института, перешёл в ведение МПС СССР и был переименован в «Центральный музей железнодорожного транспорта МПС (ЦМЖТ)» (ныне Центральный музей железнодорожного транспорта Российской Федерации).
При Институте под руководством профессора П. И. Собко для научно-учебных целей была организована первая в России механическая лаборатория.
В 1820 году с целью подготовки мастеров и техников была создана школа путей сообщений с трёхлетним сроком обучения.
В 1823 году Институт был преобразован в закрытое учебное заведение по образцу военных кадетских корпусов.
Таким образом, Институт являлся первым российским техническим высшим учебным заведением в области транспорта, перешедшим на стандарт высшего инженерного образования с пятилетним курсом обучения в 1864, но на протяжении долгого времени не имел факультетов и готовил инженеров путей сообщений широкого профиля — специалистов по проектированию, строительству и эксплуатации всех дорожных и гидротехнических сооружений.

### 1826—1851 годы. Подготовка и создание железных дорог
С 1826 года профессорский состав Института начал выпуск журнала путей сообщений. 36 номеров этого издания, вышедшие в течение первого десятилетия, содержали свыше пятидесяти научных работ по проектированию и строительству различных инженерных сооружений как в России, так и за рубежом.
С 1835 года М. С. Волков, профессор Института (в прошлом — выпускник), ввёл раздел «О построении железных дорог», и с этого момента Институт стал готовить инженеров для строительства железных дорог. Учебные занятия по курсу прикладной механики вели профессор Б. Клапейрон и инженеры путей сообщений П. П. Мельников, А. Г. Добронравов, Н. Ф. Ястржембский.
С 1833 года Мельников — профессор курса прикладной механики — утверждён заведующим кафедрой. Вёл лекции по железнодорожной тематике в трёх разделах: верхнее строение пути, тяга поездов, подвижной состав. Параллельно с этим вёл научную работу: в 1835 году была опубликована книга «О железных дорогах» — первое в России учебное пособие по железнодорожному транспорту. В это же время профессор Н. О. Крафт читал курс о составлении проектов.
Профессор М. С. Волков, выступая за строительство железных дорог и понимая значимость этого изобретения для страны, ратовал за просветительскую работу в рамках института.
В 1831 году в институте началось чтение публичных лекций. Профессор Г. Ламе прочитал две лекции «Построение железных дорог в Англии», в которых он обосновал экономическую выгодность строительства железных дорог. Материал для этих лекций был собран во время командировки в Англию. Ему противостоял профессор института М. Дестрем, убеждённый сторонник развития водных путей сообщений, который читал лекции «Причины невозможности устройства железных дорог в России».
Таким образом, институт, решая задачу налаживания путей сообщения в России, был основан императором Александром I, был запущен полностью во времена правления Николая I, была воплощена идея строительства железной дороги в России. В 1820-е годы потребовалось решить задачу подготовки квалифицированных строителей, инженеров-путейцев. Они, обучаясь в Корпусе инженеров путей сообщений, с 1837 года смогли проходить практику на действующей Царскосельской железной дороге. Это на порядок повысило квалификацию выпускников и заложило почву для квалифицированного строительства и обслуживания Николаевской железной дороги.
Кроме того, на действующей дороге велась большая научная работа, включавшая в себя теоретические разработки основ железнодорожного дела и экспериментальная работа по сбору статистических данных постоянного использования железнодорожных машин и механизмов.

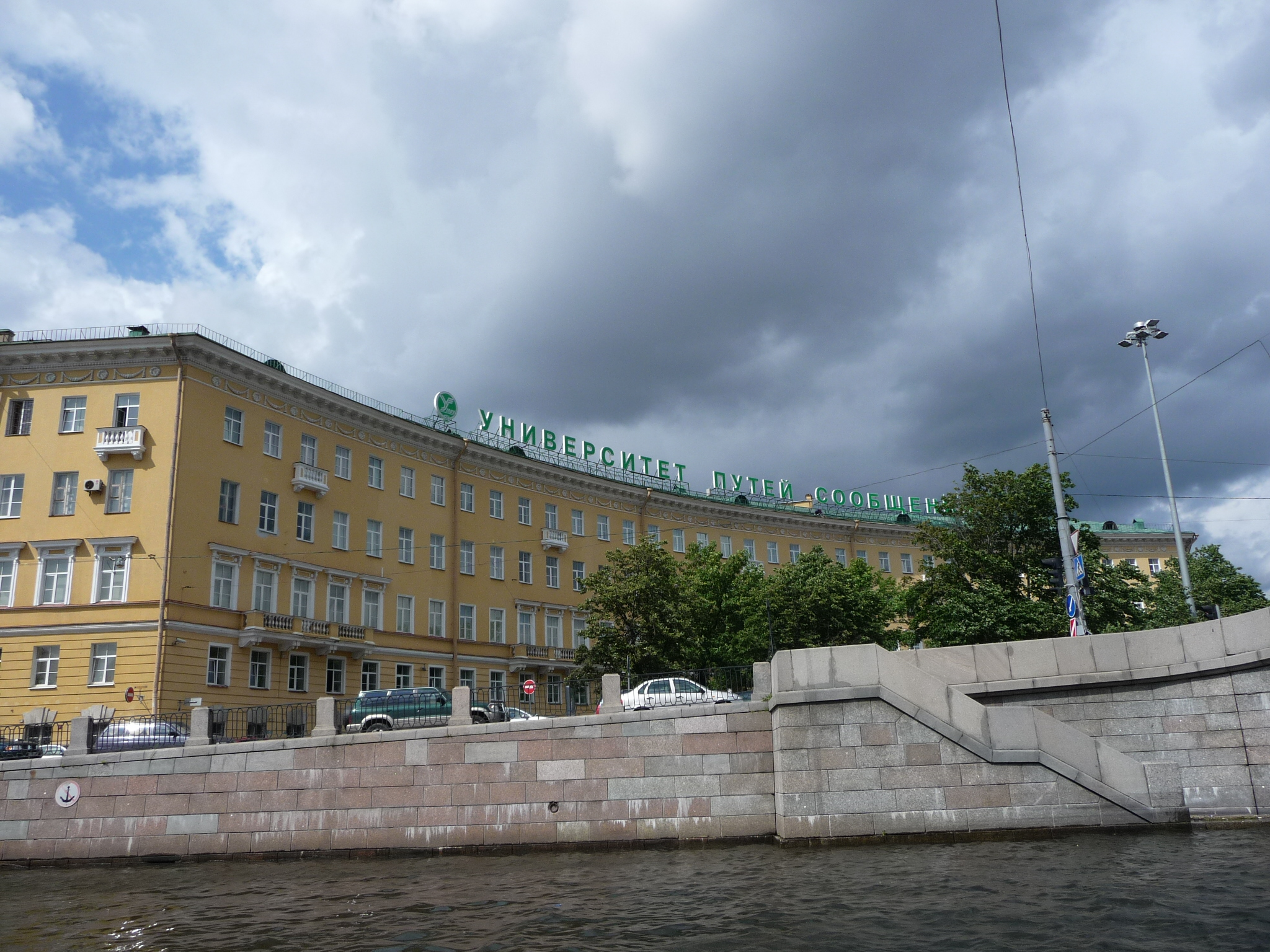
Корпус на углу Московского пр. и наб. Фонтанки, построенный в 1952 г. по проекту архитектора В. И. Кузнецова

### После созданияНиколаевской дорогив1851 году
Как пишет в своей книге «Инженерное образование в России» выпускник Института инженеров путей сообщения С. П. Тимошенко, образовательная схема Главного Инженерного Училища, родившаяся после добавления старших офицерских классов, с разделением Пятилетнего образования на два этапа в дальнейшем именно на примере Института инженеров путей сообщения распространилась в России и сохраняется до сих пор. Это позволяло начинать преподавание математики, механики и физики на довольно высоком уровне уже на первых курсах и дать студентам достаточную подготовку по фундаментальным предметам, а затем использовать время для изучения инженерных дисциплин.
В 1864 году в соответствии с новым «Положением об Институте» он стал гражданским высшим учебным заведением первого разряда с пятилетним сроком обучения; в этом году состоялось последнее производство в военные чины (в поручики) выпускников Института Корпуса инженеров путей сообщения. И с 1865 года, окончившие курс института, который стал Институтом инженеров путей сообщения, выпускались  гражданскими инженерами с чинами коллежского секретаря и губернского секретаря. В 1877 году институт, в связи со 100-летней годовщиной со дня рождения Александра I получил название: Институт инженеров путей сообщения императора Александра I.
Начало XX века ознаменовалось созданием новых видов транспорта: электрического, автодорожного и воздушного. Началось их практическое изучение и освоение и в связи с этим в Институте инженеров путей сообщения были открыты соответствующие факультеты, отделения, кафедры и специальности. В 1909 году профессор Н. А. Рынин начал чтение лекций по воздухоплаванию, в 1920 году в Институте был открыт первый в России факультет воздушных сообщений.
С 1924 года — Ленинградский институт инженеров путей сообщения (с 1949 им. академика В. Н. Образцова). На основании приказа РВС СССР № 606, от 9 июня 1925 года при Ленинградском институте инженеров путей сообщения (ЛИИПС) было сформировано Отделение военных сообщений (с 1931 года — Военно-транспортный факультет).
В 1929—1931 годах на базе факультетов ЛИИПС были созданы четыре самостоятельных транспортных вуза:
- Ленинградский институт инженеров водного транспорта (ЛИИВТ, 1930)
- Ленинградский институт инженеров гражданского воздушного флота (ЛИИГВФ, 1930),
- Ленинградский автодорожный институт (ЛАДИ, 1930)[5],
- Военно-транспортная академия РККА (ВТА, 1932)[6]

Поскольку после такой реорганизации институт стал готовить специалистов в основном для железнодорожного транспорта, в 1930 году он был переименован в Ленинградский институт инженеров железнодорожного транспорта (ЛИИЖТ). В 1932 году произошло разделение ЛИИЖТа на два самостоятельных учебных комбината: Ленинградский электромеханический (ЛЭМУК) и Ленинградский путейскостроительный (ЛПСУК), которые однако уже в 1933 году были вновь объединены в один институт — ЛИИЖТ. 
В 1930 году в Институте была открыта специализация СЦБ и связи, а в 1933 году на её базе был создан одноименный факультет.
В середине 1930-х ЛИИЖТ носил имя Я. Э. Рудзутака, занимавшего пост наркома путей сообщения СССР с 1924 по 1930 год.
С середины 1930-х при Ленинградском институте инженеров железнодорожного транспорта существовали Высшие курсы командного состава.
В 1937 году на базе факультета СЦБ и связи ЛИИЖТа, а также Московского института инженеров сигнализации и связи был создан Ленинградский электротехнический институт инженеров сигнализации и связи (ЛЭТИИСС), который в 1950 году был переименован в Ленинградский электротехнический институт инженеров железнодорожного транспорта (ЛЭТИИЖТ), но, просуществовав до 1954 года, вошёл в ЛИИЖТ как электротехнический факультет.
Во второй половине XX века появились новые факультеты — электротехнический, вечерне-заочный, по обучению иностранных учащихся, повышения квалификации, довузовской подготовки, гуманитарный, экономики и социального управления; открыввались новые специальности и специализации. В результате, в 1982 году Институт произвёл самый большой за всю его историю существования выпуск инженеров — 1833 человека.
В 1993 году институт получил статус университета и стал называться Петербургский государственный университет путей сообщения.
В том же году было принято решение об организации при университете нового музея, официальное открытие которого состоялось 1 декабря 1994 года в одной из аудиторий первого корпуса. В 2013 году музей разместили в левом парадном флигеле дворца Юсуповых на Фонтанке, где он занимает сейчас 12 залов.
На базе ПГУПСа действует единственный в России Институт пром. и гор. транспорта.
ПГУПС работает в здании бывшего Юсуповского дворца на Садовой улице (сер. XVIII в.; перестроен в 1790, (архитектор Джакомо Кваренги)) и специально построенных корпусах (1823, архитектор А. Д. Готман; 1893-95, архитектор И. С. Китнер).
11 февраля 2014 года переименован в Петербургский государственный университет путей сообщения Императора Александра I.

### Персоналии института
В институте работали и учились: Н. А. Белелюбский, Б. Е. Веденеев, Я. М. Гаккель, Г. О. Графтио, Н. Н. Давыденков, К. К. Кольбаев, А. Н. Крылов, С. Я. Жук, Д. И. Журавский, В. С. Кебурия, С. В. Кербедз, А. М. Крюков, П. П. Мельников, К. Ф. фон Мекк, Д. И. Менделеев, В. Н. Образцов, А. А. Серебряков, А. А. Эйлер, Р. Н. Савельев, Г. П. Передерий, Е. О. Патон, В. И. Тиверовский. Р.Р Муратов
- Проект:Образование/Списки/Ректоры ПГУПС

Преподаватели: Для прочтения лекций в Институт приглашались известные в мировой практике учёные:
- С 1810 года преподавал чистую и прикладную математику профессор, академик Петербургской Академии наук В. И. Висковатов[1].
- В 1813 году преподавал академик Петербургской Академии наук С. Е. Гурьев, автор разработок по теории равновесия сводов[1],
- С 1818 года курс начертательной геометрии читал питомец института Я. А. Севастьянов[1].
- В период 1820—1832 годов в институте профессорами работали французские физики и инженеры Б. Клапейрон, член-корреспондент Петербургской АН и его товарищ Ламе[1].
- В середине XIX века профессором института был выдающийся инженер, основоположник рациональной архитектуры А. К. Красовский.
- В 1850—1870 годах преподавал профессор Р. Б. Бернгард, специалист по строительной механике и теории сводов.
- И. П. Глушинский — кафедра водных сообщений.
- C 1882 года преподавал «отец русского цемента» генерал-майор А. Р. Шуляченко.

В разные годы здесь работали:
- М. В. Остроградский[1]
- В. Я. Буняковский[1]
- Г. И. Гресс[1].
- Г. Н. Пио-Ульский — учёный в области механики и теплотехники.

## Факультеты
- Автоматизация и интеллектуальные технологии
- Транспортное строительство
- Транспортные и энергетические системы
- Управление перевозками и логистика
- Промышленное и гражданское строительство
- Экономика и менеджмент
- Факультет безотрывных форм обучения
- Факультет довузовской подготовки[10]

Также имеется геолого-геодезическая база.

## Институты
В структуре университета работают специализированные институты:
- Институт повышения квалификации и переподготовки руководящих работников и специалистов[11]
- Институт прикладной экономики и бухгалтерского учёта железнодорожного транспорта
- Российско-китайский транспортный институт

В Университете сформирована развёрнутая структура научно-исследовательского комплекса, включающая в себя научно-исследовательские институты, научно-внедренческие центры, научно-исследовательские лаборатории.

## Корпус выпускников
Деятельность Корпуса выпускников, образованного в 2015 году, направлена на создание условий для повышения эффективности реализации профессионального и интеллектуального потенциала выпускников Университета, установлению между выпускниками разных лет культурных, научных и деловых связей, содействие в развитии Университета как центра образования, науки, культуры, осуществляющего подготовку высококвалифицированных специалистов, соответствующих по своему уровню ведущим отечественным и зарубежным учебным заведениям. Корпус выпускников основан на добровольном членстве выпускников Университета разных лет, которое не предусматривает обязательных вступительных и членских взносов, и действует на основе принципов самоуправления, законности и гласности. Членами корпуса выпускников являются: Друзь А. А., Морозов В. Н., Зайцев А. А., Валинский О. С., Голоскоков В. Н., Краснощёк А. А., Верховых Г. В., Гарюгин В.А..

## Студенческий спорт
Университет владеет собственной спортивной инфраструктурой. На Кронверкском проспекте расположен Дом физической культуры ПГУПС, являющийся центром спортивно-массовой работы со студентами и сотрудниками Университета. Здесь проходят факультетские соревнования, чемпионаты вузов Санкт-Петербурга и вузов Федерального агентства железнодорожного транспорта. На базе Дома физической культуры проводятся занятия по фитнесу, плаванию, силовым единоборствам, спортивно-техническим и игровым видам спорта, а также работают спортивные и фитнес-секции (по плаванию, мини-футболу, волейболу, баскетболу, теннису, тяжёлой атлетике, аэробике, йоге и т. д.)
Помимо Дома физической культуры имеются спортивные площадки кафедры физической культуры, находящейся в главном корпусе университета на Московском проспекте, спортивная площадка в Юсуповском саду, а также спортивный зал общежития № 1.
На кафедре физической культуры имеются такие спортивные отделения как единоборства и тяжёлая атлетика, лёгкая атлетика, общая физическая подготовка, плавание, специальная медицинская группа, спортивные игры футбол и художественная гимнастика.
В университете есть студенческий Спортивный Клуб «Северные Сапсаны», в работу которого входит проведение мероприятий, освещение соревнований и успехов сборных команд и популяризация спорта, а также команда по чирлидингу.

## Филиалы
- Брянский филиал
- Великолукский филиал
  - Великолукский техникум железнодорожного транспорта имени К. С. Заслонова
- Вологодский техникум железнодорожного транспорта
- Калужский филиал
- Курский железнодорожный техникум
- Мурманский филиал
- Ожерельевский железнодорожный колледж
- Орловский филиал
- Петрозаводский филиал
  - Петрозаводский колледж железнодорожного транспорта
- Рославльский железнодорожный техникум
- Рязанский филиал
- Санкт-Петербургский медицинский колледж
- Санкт-Петербургский техникум железнодорожного транспорта
- Узловский железнодорожный техникум
- Ухтинский техникум железнодорожного транспорта
- Ярославский филиал